# Hont (comitat)
Hont (en slovaque, en hongrois (ou Honth) et en allemand, en latin : Honthum) est un ancien comitat de la Grande Hongrie, au sein de l'Autriche-Hongrie.

## Histoire
Hont est une subdivision historique du royaume de Hongrie, du XVe siècle à 1918, et ce nom désigne toujours, officieusement, le territoire correspondant. En 1918, la république démocratique de Hongrie se disloque et la première république tchécoslovaque est proclamée : le traité de Trianon de 1920 officialise le partage entre les deux pays du comitat de Hont dont le territoire est actuellement dans le sud de la Slovaquie (3/4) et dans le nord de la Hongrie (1/4).

## Géographie

### Subdivisions
Au début du XXe siècle, le comitat de Hont est divisé en :
| Districts (járás)                                                  | Districts (járás)      |
| District                                                           | Chef-lieu              |
| ------------------------------------------------------------------ | ---------------------- |
| Bát                                                                | Bát, Bátovce (SK)      |
| Ipolynyék                                                          | Ipolynyék, Vinica (SK) |
| Ipolyság                                                           | Ipolyság, Šahy (SK)    |
| Koprona                                                            | Korpona, Krupina (SK)  |
| Szob                                                               | Szob (SK)              |
| Vámosmikola                                                        | Vámosmikola            |
| Comitat urbain (törvényhatósági jogú város)                        |                        |
| Selmecbánya + Bélabánya, Banská Štiavnica (SK) et Banská Belá (SK) |                        |
| District urbain(rendezett tanácsú város)                           |                        |
| Korpona, Krupina (SK)                                              |                        |